# Cristina Dall
Cristina Dall, nacida el 3 de octubre de 1955, es una cantante, pianista y compositora argentina, referente del blues y R&B local.
Comenzó a estudiar piano a la edad de 5 años. El inicio de su carrera profesional fue en los '80 con distintas agrupaciones de rock, con Bolsa González en La Fusilera y Magnung 44, con los hermanos Yaria.  Participó con Lalo Mir, Bobby Flores y Douglas Vinci en A Mamá le Dieron Dos Años. Es convocada por este último como solista a participar de una Varieté junto a artistas como Humberto Tortonese y Batato Barea, construyendo así un circuito como solista de piano y voz en pubs locales de Buenos Aires como el mítico “Samovar de Rasputín”, junto a Jorge Pinchevsky y Alejandro Medina entre otros.
Logró la madurez como cantante, pianista y compositora con el grupo Las Blacanblus en 1991. En 1994 grabaron Cuatro mujeres y un maldito piano, Premio ACE a la Revelación del año. En 1995 recibieron el premio de la Fundación Konex en la categoría Jazz, conjuntos.
Compartió escenario con artistas internacionales como Bo Diddley, Taj Mahal, Katie Webster, Koko Teaylor, Johnnie Johnson, Robbie  Wyckoff , Memphis Slim, Duke Robillard, JoaquinSabina, Joan ManuelSerrat y recientemente Robben Ford, entre otros y con nacionales como  “Pappo” Napolitano, Los Redonditos de Ricota, Fito Páez, Marilina Ross, Celeste Carballo, Adrian Otero, Memphis la Blusera, Claudio Gabis, Luis Robinson,  Botafogo, Missisipi, Daniel Raffo, Alambre González, Willy Quiroga, Vox Dei y otros, participando como invitada en grabaciones de varios de ellos. Viajó llevando su música por América (Uruguay, Colombia, Brasil, Bolivia, Chile y Argentina, además de una breve estadía en New Orleans, Estados Unidos) y por Europa (Madrid, Barcelona y Palma de Mallorca).
En 2007 editó "Asunto mío", su disco debut como solista, al frente de su banda “Excipientes”. Hoy como solista, con 5 discos editados, sienta un antecedente fundamental como compositora que se ha valido del blues como una de las mejores herramientas utilizadas para crear un estilo personal, siempre con el piano como punto de partida.
En septiembre de 2015, es premiada por la Fundación KONEX como Solista Femenina de Rock 2015 destacándose su labor artística en este período de 10 años (2005-2015).